# UFC Fight Night: Hendricks vs. Thompson
UFC Fight Night: Hendricks vs. Thompson foi evento de artes marciais mistas promovido pelo Ultimate Fighting Championship, que ocorrer em 6 de fevereiro de 2016 no MGM Grand Garden Arena em Las Vegas, Nevada.

## Background
O evento teria como luta principal a revanche pelo Cinturão Peso Pesado do UFC entre o campeão Fabrício Werdum e o desafiante e ex-campeão Cain Velasquez.
Porém em 24 de janeiro de 2016 o presidente do UFC, Dana White, anunciou que Cain Velasquez está fora da disputa pelo cinturão dos pesados. O norte-americano seria substituído por Stipe Miocic, que enfrentaria o brasileiro Fabrício Werdum no UFC 196, dia 6 de fevereiro, em Las Vegas (EUA). 
No dia seguinte Fabrício Werdum, também anuncia lesão e está fora do card. 
O UFC anunciou, no dia 26, que Johny Hendricks x Stephen Thompson será a nova luta principal do UFC 196. Contudo, o evento deixou de ser um pay-per-view e será transmitido pelo canal Fox Sports 1, na TV fechada americana.
Após Fabrício Werdum sentir seus ombros, e abandonar a luta do UFC 196, o evento ficou sem disputa de cinturão e passou a ser UFC Fight Night, deixando como 196 a superluta entre: Rafael dos Anjos x Conor McGregor  

## Bônus da Noite
- Luta da Noite:  Mike Pyle vs.   Sean Spencer
- Performance da Noite:  Diego Rivas e  Stephen Thompson